# 合丝花科
合丝花科只有一属两种，全部生长在在南美洲的圭亚那高原上。
本科植物为乔木；单叶轮生，叶面有白色的毛，基部有腺体，有托叶；花两侧对称，排成隐头花序，花瓣3；果实为蒴果，种子有翅。
1981年的克朗奎斯特分类法将其列在蜡烛树科中，属于远志目，1998年根据基因亲缘关系分类的APG 分类法认为应该单独分出一个科，分在金虎尾目中，2003年经过修订的APG II 分类法认为可以合并到金壳果科。